# 쿠이 료코
쿠이 료코(일본어: 九井諒子 구이 료코[*])는 일본의 만화가이자 동인 작가이다.

## 내력
동인 작가로 활동하며 동인지 즉매회, 픽시브, 본인의 웹사이트 등에서 작품을 발표해왔다.
2011년경부터 상업지 작품을 발표하기 시작했다.
2013년 《서랍 속 테라리움》으로 제17회 문화청 미디어예술제 만화 부문(文化庁メディア芸術祭マンガ部門) 수상을 하였다.
2014년 첫 장편 만화인 《던전밥》를 연재하기 시작했다. 《던전밥》으로 2015년도 코믹 나탈리 대상(2015年度 コミックナタリー大賞), 2016年度このマンガがすごい!(このマンガがすごい!), THE BEST MANGA 이 만화를 읽어라! 2016(THE BEST MANGA このマンガを読め!2016), 전국 서점원이 뽑은 추천 코믹 2016(全国書店員が選んだおすすめコミック 2016)에서 1위를 차지했다.

## 작품

### 연재중
- ㈜소미미디어 《던전밥》

### 단행본
- ㈜소미미디어 《용의 학교는 산 위에》(일본어: 竜の学校は山の上 九井諒子作品集)
- ㈜소미미디어 《용의 귀여운 일곱 아이: 쿠이 료코 작품집》(일본어: 九井諒子作品集 竜のかわいい七つの子)
- 한스미디어 《서랍 속 테라리움》(일본어: ひきだしにテラリウム)

## 전시
- 《용의 귀여운 일곱 아이》 《용의 학교는 산 위에》 합동 원화전 (2012년 10월 1일 ~ 11월 17일)